# Єсеново
Єсеново (словен. Jesenovo) — поселення в общині Загорє-об-Саві, Засавський регіон, Словенія. Висота над рівнем моря: 627,9 м.